# Yoko Kagabu
Yoko Kagabu (em japonês:  利部 陽子; Akita, 28 de outubro de 1960) é uma ex-jogadora de voleibol do Japão que competiu nos Jogos Olímpicos de 1984.
Em 1984, ela fez parte da equipe japonesa que conquistou a medalha de bronze no torneio olímpico, no qual atuou em três partidas.